# João-de-barba-grisalha
O joão-de-barba-grisalha (nome científico: Synallaxis kollari) é uma espécie de ave da família dos furnarídeos. Ocorre somente no Brasil e na Guiana.